# Pleasure Mad
Pleasure Mad è un film del 1923 diretto da Reginald Barker. La sceneggiatura di A.P. Younger si basa su The Valley of Content, romanzo di Blanche Upright pubblicato a New York nel 1922.

Interpretato da Huntley Gordon, Mary Alden, Norma Shearer, William Collier Jr. e Ward Crane, il film era prodotto dalla compagnia di Louis B. Mayer e distribuito dalla Metro. Uscì nelle sale il 5 novembre 1923.

## Trama
Quando Hugh Benton diventa ricco, si trasferisce con la famiglia in città. Lì, allaccia una relazione con una donna più giovane di lui e incoraggia i figli ad andarsene da casa. Quando però resta coinvolto in una sparatoria, si rende conto della lealtà della moglie e torna da lei.

## Produzione
Il casting fu completato a metà luglio 1923, le riprese iniziarono l'ultima settimana del mese. Il film venne girato negli studi losangelini di Louis B. Mayer e la produzione continuò fino all'ultima settimana di agosto.

## Distribuzione
Il copyright del film, richiesto dalla Louis B. Mayer Productions, fu registrato il 14 novembre 1923 con il numero LP19688..
Il film, come era stato pianificato, venne distribuito in novembre, uscendo nelle sale il 5 di quel mese. Variety riportò che, presentato al Warfield di San Francisco, il film incassò 19.000 dollari. Il grande introito fu attribuito al fatto che Blanche Upright, autrice del romanzo da cui era stato tratto il film, era nata e cresciuta a San Francisco.